# Madeleine Le Clerc de Juigné
Madeleine Leclerc de Juigné, née Schneider au Creusot le 26 avril 1879, morte le 29 octobre 1967 au château de Juigné-sur-Sarthe, est une militante catholique et monarchiste française.

## Biographie

### Vie familiale
Marie Madeleine Emma Eudoxa Schneider est née en 1879 au Creusot (Saône-et-Loire). Issue de la famille Schneider, elle est la fille de l'industriel et député Henri Schneider (1840-1898) et d'Eudoxie Asselin. Son grand-père est le maître de forges et homme politique Eugène Schneider (1805-1875). 
Madeleine Schneider épouse le 10 décembre 1901 à Paris VIIIe Jacques de Juigné, et ensemble ils eurent :
- Colette Marie Alix Eugénie (Paris, 11 octobre 1902 - château de Juigné-sur-Sarthe, 20 février 1989), chevalier de la Légion d'honneur, mariée, le 6 août 1926 à Juigné-sur-Sarthe, avec Armand Marie Augustin Joseph Odet de Durfort de Civrac (1902-1996), duc de Lorges, dont postérité ;
- Henri (1904-1925), élève à l'École navale (promotion 1922), enseigne de vaisseau, mort d’une pneumonie à l’hôpital naval de Malte[3].

### Militantisme
Madeleine Schneider est élue conseillère du Conseil central de la Ligue patriotique des Françaises (LPDF) en 1911. Elle est trésorière générale jusqu'en 1927. Elle appartient aussi à un comité de Dames royalistes.
En 1927, après la condamnation de l'Action française par le pape Pie XI, elle est la seule membre du bureau à refuser de signer l'adresse au pape envoyée par les dirigeantes de la LPDF en signe d'obéissance de la Ligue et de « docilité totale » à l'égard du Vatican. 
En 1933, elle est vice-présidente générale du bureau central de la Ligue féminine d'Action catholique française, fusion de la LPDF et de la Ligue des femmes françaises (LFF). Elle reste au bureau de l'association durant toute la guerre. Elle décède en 1969 au château de Juigné-sur-Sarthe (Sarthe).

## Sources
- Bruno Dumons, Mobilisation politique et ligues féminines dans la France catholique du début du siècle : La ligue des femmes françaises et la ligue patriotique des françaises (1901-1914), 2002
- Evelyne Diebolt, Militer au XXe siècle: femmes, féminismes, Églises et société : dictionnaire biographique, 2009
- Les Schneider, Le Creusot: une famille, une entreprise, une ville (1836 -1960), Fayard, 1995